# Saint-Maixme-Hauterive
Saint-Maixme-Hauterive é uma comuna francesa na região administrativa do Centro, no departamento Eure-et-Loir. Estende-se por uma área de 31,6 km². Em 2010 a comuna tinha 419 habitantes (densidade: 13,3 hab./km²).